# Grimsby Town F.C.

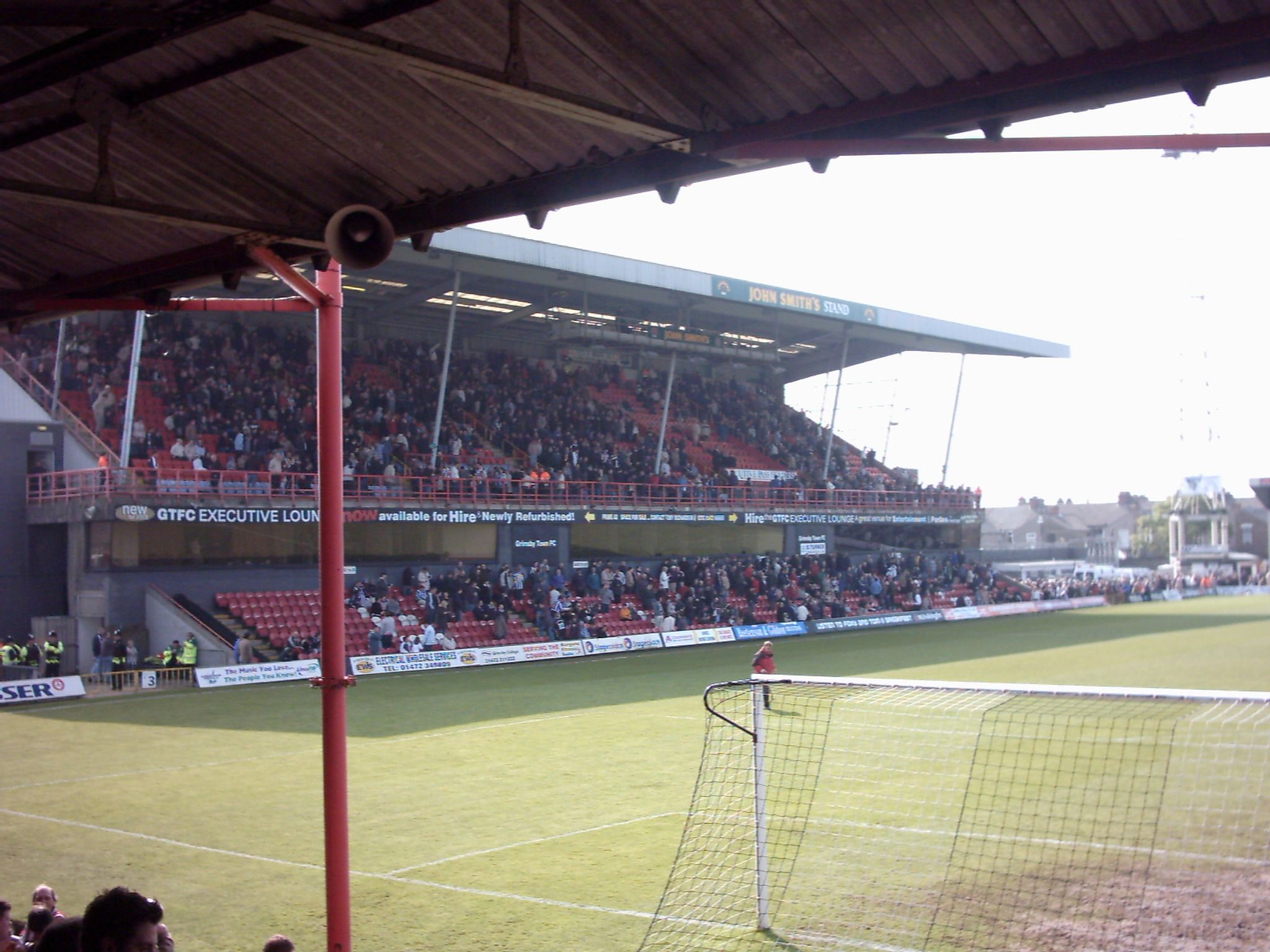
Khán đài Findus (trước đây là khán đài Carlsberg)

Grimsby Town FC là một câu lạc bộ bóng đá chuyên nghiệp có trụ sở tại Cleethorpes, North East Lincolnshire, Anh. Thành lập với tên gọi Câu lạc bộ bóng đá Grimsby Pelham năm 1878, đổi tên thành Grimsby Town một năm sau đó, đội bóng hiện thi đấu tại League Two. Sân nhà của đội bóng từ năm 1898 là Blundell Park.

## Danh hiệu
| Giải đấu                                   | Danh hiệu                          | Mùa giải |
| ------------------------------------------ | ---------------------------------- | --- |
| Division One/Premier League                | Xếp thứ 5                          | 1934–35 |
| Division Two/Division One/The Championship | Vô địch                            | 1900–01, 1933–34 |
| Division Two/Division One/The Championship | Á quân                             | 1928–29 |
| Division Two/Division One/The Championship | Hạng ba                            | 1895–96, 1896–97 |
| Division Three/Division Two/League One     | Vô địch                            | 1979–80 |
| Division Three/Division Two/League One     | Á quân                             | 1961–62 |
| Division Three/Division Two/League One     | Hạng ba                            | 1990–91 |
| Division Three/Division Two/League One     | Vô địch vòng Play-off, Xếp thứ 3   | 1997–98 |
| Division Three North                       | Vô địch                            | 1925–26, 1955–56 |
| Division Three North                       | Á quân                             | 1951–52 |
| Division Three North                       | Hạng ba                            | 1921–22 |
| Division Three South                       | Xếp thứ 13                         | 1920–21 |
| Division Four/Division Three/League Two    | Vô địch                            | 1971–72 |
| Division Four/Division Three/League Two    | Á quân                             | 1978–79, 1989–90 |
| Division Four/Division Three/League Two    | Vòng chung kết Play-off, Xếp thứ 4 | 2005–06 |
| Conference National/National League        | Vòng chung kết Play-off, Xếp thứ 3 | 2014–15 |
| Conference National/National League        | Vô địch vòng Play-off, Xếp thứ 4   | 2015–16 |
| Football Alliance                          | Hạng ba                            | 1890–91 |
| Midland League                             | Vô địch                            | 1910–11, 1930–31, 1932–33, 1933–34, 1946–47 |
| Football League Group Cup                  | Vô địch                            | 1981–82 |
| Football League Trophy                     | Vô địch                            | 1997–98 |
| Football League Trophy                     | Á quân                             | 2007–08 |
| FA Trophy                                  | Vô địch                            | 2012–13, 2015–16 |
| Full Members' Cup                          | Vòng hai North                     | 1991–92 |
| Anglo-Italian Cup                          | Hạng hai Nhóm 1 English            | 1993–94 |
| Anglo-Scottish Cup                         | Vòng sơ loại                       | 1980–81 |
| Lincolnshire Senior Cup                    | Vô địch                            | 1885–86, 1888–89, 1896–97, 1898–99, 1899–1900, 1900–01, 1901–02, 1902–03, 1905–06, 1908–09, 1912–13, 1920–21, 1922–23, 1924–25, 1928–29, 1929–30, 1932–33, 1935–36, 1936–37, 1937–38, 1946–47, 1949–50, 1952–53, 1967–68, 1972–73, 1975–76, 1979–80, 1983–84, 1986–87, 1989–90, 1991–92, 1992–93, 1993–94, 1994–95, 1995–96, 1999–2000, 2011–12, 2012–13, 2014–15 |
| Lincolnshire Senior Cup                    | Á quân                             | 1886–87, 1909–10, 1910–11, 1911–12, 1914–15, 1919–20, 1923–24, 1930–31, 1931–32, 1933–34, 1934–35, 1945–46, 1947–48, 1948–49, 1950–51, 1953–54, 1957–58, 1960–61, 1970–71, 1974–75, 1990–91, 1996–97, 2003–04, 2008–09, 2010–11 |
| Midland Youth Cup                          | Vô địch                            | 2005–06, 2009–10 |
| Puma Youth Alliance League Cup             | Vô địch                            | 2008–09 |

## Thống kê

### Trận đấu
- Kỷ lục khán giả đến xem Hạng đấu tại sân nhà nhiều nhất: 26,605 người trong trận đấu với Stockport County, ngày 11 tháng 4 năm 1952
- Kỷ lục khán giả đến xem FA Cup tại sân nhà nhiều nhất: 31,651 người trong trận đấu với Wolverhampton Wanderers, ngày 20 tháng 2 năm 1937[15]
- Kỷ lục khán giả đến xem Cúp Liên đoàn tại sân nhà nhiều nhất: 23,115 người trong trận đấu với Wolverhampton Wanderers, ngày 4 tháng 12 năm 1979
- Kỷ lục khán giả đến sân trung lập nhiều nhất: 76,972 người trong trận đấu với Wolverhampton Wanderers tại Old Trafford, Manchester, bán kết FA Cup FA Cup ngày 25 tháng 3 năm 1939[16]
- Kỷ lục khán giả đến xem Hạng đấu tại sân nhà thấp nhất: 1,833 người trong trận đấu với Brentford ngày 3 tháng 5 năm 1969
- Kỷ lục khán giả đến xem Cúp tại sân nhà thấp nhất: 248 trong trấn đấu trước U23 Sunderland, Football League Trophy ngày 8 tháng 11 năm 2017
- Số tiền nhận được tại Hạng đấu cao nhất: 81,200 bảng cho trấn đấu trước Newcastle United ngày 4 tháng 5 năm 1993
- Số tiền nhận được tại FA Cup cao nhất: 119,799 bảng cho trấn đấu trước Aston Villa ngày 4 tháng 1 năm 1994
- Số tiền nhận được tại Cup cao nhất: 97,000 bảng cho trấn đấu trước Tottenham Hotspur 29 tháng 10 năm 1991
- Số tiền nhận được tại Hạng đấu thấp nhất: 32 bảng cho trấn đấu trước Glossop 13 tháng 4 năm 1907
- Trận thắng Hạng đấu đậm nhất trên sân nhà: 8–0 trước Tranmere Rovers ngày 4 tháng 9 năm 1925[17]
- Trận thắng Hạng đấu đậm nhất trên sân khách 7–0 trước Bristol Rovers 14 tháng 12 năm 1957[17]
- Trận thắng Hạng đấu đậm nhất trên sân nhà 0–7 trước Manchester United 26 tháng 12 năm 1899[17]
- Trận thua Hạng đấu đậm nhất trên sân khách 1–9 trước Arsenal 28 tháng 1 năm 1931[17]
- Trận hòa nhiều bàn nhất tại Hạng đấu trên sân nhà 5–5 trước Preston North End ngày 15 tháng 10 năm 1932 và trước Charlton Athletic ngày 7 tháng 1 năm 1933[17]
- Trận hòa nhiều bàn nhất tại Hạng đấu trên sân khách  4–4 trước Lincoln City vào ngày 3 tháng 9 năm 1958 và trước Chesterfield vào ngày 27 tháng 3 năm 2004[17]
- Trận thắng Cúp trên sân nhà đậm nhất: 8–0 trước Darlington ngày 21 tháng 11 năm 1885[17]
- Trận thắng Cúp trên sân khách đậm nhất: 8–1 trước Croydon Common ngày 18 tháng 1 năm 1911[17]
- Trận thua Cúp đậm nhất: 1–9 trước Phoenix Bessemer ngày 25 tháng 11 năm 1882[17]
- Trận hòa Cúp nhiều bàn thắng nhất 5–5 trước Fulham ngày 9 tháng 1 năm 1954[17]
- Trận đấu nhiều bàn thắng nhất: chiến thắng 9–2 trước Darwen ngày 15 tháng 4 năm 1899 và chiến thắng 6–5 trước Burnley ngày 29 tháng 10 năm 2002[17]
- Trận thua đậm nhất tại Hạng đấu: 1–9 trước Arsenal ngày 28 tháng 1 năm 1931[18]
- Số mùa đã trải qua ở Cấp độ 1 của hệ thống giải đấu: 12
- Số mùa đã trải qua ở Cấp độ 2 của hệ thống giải đấu: 52
- Số mùa đã trải qua ở Cấp độ 3 của hệ thống giải đấu: 27
- Số mùa đã trải qua ở Cấp độ 4 của hệ thống giải đấu: 12
- Số mùa đã trải qua ở Cấp độ 5 của hệ thống giải đấu:  6

### Cầu thủ
- Cầu thủ ghi nhiều bàn nhất tại Hạng đấu trong một mùa: Pat Glover 42 bàn (1933–34)
- Cầu thủ ghi nhiều bàn nhất tại Hạng đấu: Pat Glover 180 bàn(1930–39)
- Cầu thủ ra sân nhiều nhất tại Hạng đấu: John McDermott 647 lần từ năm 1987 đến năm 2007
- Cầu thủ ra sân nhiều nhất: John McDermott 754 lần từ năm 1987 đến năm 2007
- Cầu thủ chơi cho Đội tuyển Quốc gia nhiều nhất khi còn ở CLB: Pat Glover 7 trận cho Wales
- Cầu thủ chơi cho Đội tuyển Quốc gia nhiều nhất: Zhang Enhua 68 trận cho Trung Quốc
- Phí chuyển nhượng cao nhất đã trả: 550,000 bảng đến Preston North End cho cầu thủ Lee Ashcroft ngày 11 tháng 8 năm 1998
- Phí chuyển nhượng cao nhất nhận được: 1.5 đến 2 triệu bảng từ Everton cho cầu thủ John Oster ngày 1 tháng 8 năm 1997
- Cầu thủ hiện tại phục vụ lâu nhất: James McKeown từ tháng 8 năm 2011.
- Cầu thủ trẻ tuổi nhất ra sân: Louis Boyd, 15 năm 324 ngày tuổi, trong trận đấu với Harrogate Town ngày 8 tháng 9 năm 2020.[19]
- Cầu thủ lớn tuổi nhất ra sân: Peter Beagrie, 40 năm 322 ngày tuổi, trong trận đấu với Hartlepool United ngày 26 tháng 9 năm 2006.[20]
- Cầu thủ trẻ tuổi nhất ghi bàn: Louis Boyd, 15 năm 324 ngày tuổi, trong trận đấu với Harrogate Town ngày 8 tháng 9 năm 2020[19]